# Tomás Delclós
Tomás Delclós (Barcelona, 1952) és un periodista català. És llicenciat en Dret per la Universitat de Barcelona i en Periodisme per la Universitat Autònoma de Barcelona, de la qual també n'ha estat professor. Delclós ha treballat en diversos mitjans de comunicació com Fotogramas, Tele/eXpres o El Periódico, abans d'incorporar-se, el 1982, a la secció de Cultura de la redacció de Barcelona del diari El País, del qual va arribar a ser-ne subdirector. Dins del mateix diari, Tomás Delclós també va participar en la fundació del suplement Babelia i ha estat responsable de Ciberp@ís. El 2012 fou nomenat Defensor del Lector d'El País. Entre 1985 i 1990, Delclós també va formar part de la Junta del Col·legi de Periodistes de Catalunya.